# ФК «Профсоюзы-1» в сезоне 1941
Сезон 1941 — 1-й сезон «Профсоюзы-1».
В начале 1941 года из расформированных московских команд «Локомотив», «Торпедо», «Металлург» и «Крылья Советов» были созданы первая и вторая сборные профсоюзов. Первоначально созданная в Ленинграде из игроков «Красной зари», «Авангарда» и «Зенита» Сборная профсоюзов Ленинграда позже была переименована в «Зенит».

## Первенство СССР
| 2 мая 1941 1 тур | Профсоюзы-1 (Москва)   | 1:0 | Стахановец (Сталино) | Москва                                    |
| | А.Пономарев 22′ (пен.) |     |                      | Стадион: Сталинец Судья: Усов (Ленинград) |
| Профсоюзы-1 (Москва): Головкин, Громов, Ремин, Ржевцев, Г.Иванов, Н.Ильин, Балаба, Ратников, А.Пономарев, Проворнов, Ступаков Стахановец (Сталино): Власенко, Мазанов, Бикезин, Прийменко, Кузнецов, И.Смагин, Юрченко, Михеев, Наумов, Путятов, Домбазов |                        |     |                      |                                           |

| 7 мая 1941 2 тур | Динамо (Москва)              | 2:1 | Профсоюзы-1 (Москва) | Москва                                                     |
| | С.Соловьев 19′ · Палыска 51′ |     | 17′ Проворнов        | Стадион: Сталинец Зрителей: 40 000 Судья: Демидов (Москва) |
| Динамо (Москва): Кочетов, Радикорский, Чернышев, Киселев, Блинков, Палыска, Семичастный, Бесков (Трофимов, 46), С.Соловьев, Н.Дементьев, С.Ильин (к) Профсоюзы-1 (Москва): Головкин, Чернов, Г.Иванов, Ремин, А.Ржевцев, Н.Ильин, Балаба, М.Степанов-2, А.Пономарев (к), Проворнов (Яковлев, 68), Проценко |                              |     |                      |                                                            |

| 11 мая 1941 3 тур | Профсоюзы-1 (Москва) | 0:1 | Динамо (Минск) | Москва                                     |
| | А.Пономарев 90'      |     | 26′ Панфилов   | Стадион: Сталинец Судья: Белов (Ленинград) |
| Профсоюзы-1 (Москва): Головкин, Чернов, Ремин, Ржевцев, Алякринский, Н.Ильин, Балаба, М.Степанов-2, А.Пономарев, Яковлев, Проценко. (на замену выходил Лахонин) Динамо (Минск): Дорохов, Никульцев, Волков, Малявкин, Л.Соловьев, Чолокян, Панфилов, Огурцов, Абрамов, Севидов, Райстер |                      |     |                |                                            |

| 18 мая 1941 4 тур | Профсоюзы-2 (Москва)    | 2:1 | Профсоюзы-1 (Москва) | Москва                                         |
| | Митронов 5′ · Кузин 86′ |     | Лахонин              | Стадион: Юных Пионеров Судья: Латышев (Москва) |
| Профсоюзы-2 (Москва): Разумовский, Алешин, Краузе, Евсеев, Мошкаркин, Егоров, Марушкин, Митронов, Петров, Жарков (Кузин), Теренков Профсоюзы-1 (Москва): Головкин, Громов, Ремин, Ржевцев, Алякринский, Н.Ильин, Балаба (Лысов), М.Степанов-2, А.Пономарев, Лахонин, Ступаков |                         |     |                      |                                                |

| 21 мая 1941 5 тур | Трактор (Сталинград) | 1:1 | Профсоюзы-1 (Москва) | Москва                                         |
| | Папков 9′            |     | 4′ Ступаков          | Стадион: Юных Пионеров Судья: Архипов (Москва) |
| Трактор (Сталинград): Ермасов, Плонский, Тяжлов, Григорьев, Покровский, Рудин (Шпинев), Папков, Серов, В.Макаров, Шеремет, В.Матвеев Профсоюзы-1 (Москва): Головкин, Громов, Ремин, Маслов, Алякринский, Н.Ильин, Ратников, М.Степанов-2 (Яковлев), А.Пономарев, Лахонин, Ступаков |                      |     |                      |                                                |

| 29 мая 1941 6 тур | Профсоюзы-1 (Москва) | 1:2 | Динамо (Киев)                 | Москва                                   |
| | Лахонин 60′          |     | 5′ Матиас · 85′ (пен.) Гребер | Стадион: Динамо Судья: Воног (Ленинград) |
| Профсоюзы-1 (Москва): Головкин, Громов, Ремин, Маслов, Алякринский, Н.Ильин, Ратников, Яковлев, А.Пономарев, Лахонин, Ступаков Динамо (Киев): Трусевич (Идзковский), В.Глазков, Махиня, Гребер, Афанасьев, Садовский, Онищенко, Матиас, Скоцень, Щегодский, Виньковатов |                      |     |                               |                                          |

| 1 июня 1941 7 тур | Профсоюзы-1 (Москва)           | 2:3 | Зенит (Ленинград)              | Москва                                                     |
| | Яковлев 5′ · Громов 56′ (пен.) |     | 7′, 55′ Коротков · 75′ Федоров | Стадион: Динамо Зрителей: 45 000 Судья: Привалов (Харьков) |
| Профсоюзы-1 (Москва): А.Головкин (Н.Соколов), К.Громов, А.Ржевцев, В.Маслов, Алякринский, Н.Ильин, К.Ратников, А.Яковлев, А.Пономарев, Лахонин, Ступаков Зенит (Ленинград): Л.Иванов, М.Барышев, В.Бодров, А.Лебедев, А.Яблочкин, А.Зябликов, В.Сидоров, П.Дементьев, А.Федоров, А.Коротков, М.Степанов |                                |     |                                |                                                            |

| 7 июня 1941 8 тур | Профсоюзы-1 (Москва) | 1:1 | Спартак (Ленинград) | Москва                                                   |
| | Громов 5′ (пен.)     |     | 78′ Макаров         | Стадион: Динамо Зрителей: 8000 Судья: Демченко (Харьков) |
| Профсоюзы-1 (Москва): П.Архаров, Чернов, К.Громов, Маслов, Алякринский, Н.Ильин, Г.Балаба, С.Лысов, П.Ступаков (А.Пономарев, 46), В.Лахонин, А.Яковлев Спартак (Ленинград): К.Евтеев, А.Кузьмин, Россихин, П.Горбачев, Аверин, П.Буянов, Каричев, П.Макаров, В.Смагин (Ярцев), А.Ларионов, Беспаленко |                      |     |                     |                                                          |

| 13 июня 1941 9 тур | Динамо (Тбилиси)                                       | 3:2 | Профсоюзы-1 (Москва)      | Тбилиси                                   |
| | Пайчадзе 47′ · Бердзенишвили 52′ (пен.) · Гавашели 85′ |     | 78′ Лысов · 88′ Пономарев | Стадион: Динамо Судья: Привалов (Харьков) |
| Динамо (Тбилиси): Ткебучава, Пехлеваниди, Кикнадзе, Бердзенишвили, Фролов, Челидзе, Джеджелава, Бережной, Пайчадзе, Панюков, Гавашели Профсоюзы-1 (Москва): Архаров, Громов, Ремин, Маслов, Алякринский, Н.Ильин, Балаба, Лысов, А.Пономарев, Проворнов (Лахонин), Проценко |                                                        |     |                           |                                           |